# Eumecurus raunoi
Eumecurus raunoi är en insektsart som beskrevs av Dlabola 1988. Eumecurus raunoi ingår i släktet Eumecurus och familjen kilstritar. Inga underarter finns listade i Catalogue of Life.